# Старопучкаково
Старопучкаково (баш. Иҫке Боҫкаҡ) — село в Чекмагушевском районе Башкортостана, относится к Юмашевскому сельсовету. В 1989 — 2004 годах входило в состав расформированного Митро-Аюповского сельсовета.
Закон Республики Башкортостан «Об изменениях в административно-территориальном устройстве
Республики Башкортостан, изменениях границ и преобразованиях муниципальных образований в Республике Башкортостан», ст. 1, п.127 гласит:

Объединить Юмашевский и Митро-Аюповский сельсоветы Чекмагушевского района с сохранением наименования Юмашевский сельсовет с административным центром в селе Юмашево, исключив Метро-Аюповский сельсовет из учётных данных.
— http://www.gsrb.ru/MainLeftMenu/ZakonoTvorch/Zakoni/125-2004.php

## Население
| 2002 | 2009 | 2010 |
| ---- | ---- | ---- |
| 279  | ↗298 | ↘276 |

Национальный состав
Согласно переписи 2002 года, преобладающая национальность — башкиры (82 %).

## Известные уроженцы
- Салихов, Шайхелислам Гумерович (1914—1978) — стрелок-разведчик 407-й отдельной разведроты (334-я стрелковая дивизия, 60-й стрелковый корпус, 2-я гвардейская армия) сержант, полный кавалер ордена Славы.

## Географическое положение
Расстояние до:
- районного центра (Чекмагуш): 32 км,
- центра сельсовета (Юмашево): 7 км,
- ближайшей ж/д станции (Буздяк): 56 км.